# 冷淡教友
天主教背教者（或叛教者），也稱冷淡教友，是指那些早年領洗加入天主教，但已經離開教會，甚至已改宗其他宗教之人士。根據天主教教義和法律，他們仍然被視為天主教徒。

## 定義
冷淡教友是指那些「喪失信仰或不守教規」之教友，他們在嬰兒或學校領洗後不知所終，或成人領洗後離開了教會。

## 教會身分
從教義與教會法角度看，背教者仍然是天主教基督徒。按照《天主教教理》，圣洗圣事在基督徒身上留下了不可磨灭的精神印记，表示他属于基督。任何罪恶也消除不了这个印记。因此一位離開天主教或很少繼續去參與天主教活動的受洗者會被稱為冷淡天主教徒而非前天主教徒。如果一个天主教徒背教后重新恢復信仰，他们不需要再改宗，仅需参加成年人入门礼仪来更新信仰。
天主教保祿修會出版社《天主教法典新注釋》指出：
一旦領洗、加入天主教，他就永遠是天主教教友（semel catholicus semper catholicus）。當中改信其他宗教的，即使成為無神論者或不可知論者，甚至被逐出教會，仍被視為天主教徒。

## 各地情況

### 美國
美國天主教神父兼資深傳媒人里斯承認當地教友出走問題嚴重，他更引民調數據指出，背教者數目已佔全國天主教人口三分之一。離開天主教人士當中，接近一半沒再參加任何宗教組織，另接近一半則改信新教。

## 外部鏈結
- 離教者之家 （页面存档备份，存于）